# On sonne à la porte
On sonne à la porte — The Doorbell Rang  dans l'édition originale américaine — est un roman policier américain de Rex Stout, publié en 1965. C’est le vingt-huitième roman de la série policière ayant pour héros Nero Wolfe et son assistant Archie Goodwin.

## Personnages
- Nero Wolfe : détective privé
- Archie Goodwin : assistant de Nero Wolfe, et narrateur du récit
- Rachel Bruner : riche femme d’affaires sous la surveillance du FBI
- Sarah Dacos : secrétaire de Mme Bruner
- Morris Althaus : écrivain dont le meurtre semble lié aux activités du FBI à New York
- Ivana Althaus : mère de Morris Althaus
- Richard Wragg : agent responsable du bureau new-yorkais du FBI
- Ashley Jarvis et Dale Kirby : acteurs
- L’inspecteur Cramer : chef de l’escouade des homicides de New York

## Résumé
Un soir de janvier 1965, Mrs Rachel Bruner, héritière richissime de son mari Lloyd Bruner, vient requérir les services de Nero Wolfe.  L’année précédente le journaliste Fred J. Cook a publié Le FBI inconnu, une enquête approfondie dénonçant le fonctionnement du Federal Bureau of Investigation alors sous les ordres de J. Edgar Hoover. Impressionnée par les révélations de l’enquête de Cook, Rachel Brunner a acheté dix mille exemplaires du livre qu’elle a fait expédier à tous les hommes de pouvoir ou de responsabilités auxquels elle pouvait penser : gouverneurs, juges, fonctionnaires et membres du cabinet de l’État, journalistes, éditeurs, directeurs de banque et de grandes sociétés. Depuis lors, ayant attiré l’attention, sinon les foudres du F.B.I., elle fait l’objet d’une surveillance agressive : elle est constamment prise en filature par des agents, son téléphone mis sur écoute, son courrier surveillé. La veuve désire que Wolfe trouve un moyen de faire cesser le harcèlement policier. 
En dépit des objections d’Archie Goodwin, Wolfe décide d’accepter l’affaire, incapable de refuser l’offre de $100,000 dollars de Mrs Brunner. Le corpulent détective croit pouvoir faire condamner le F.B.I. pour malveillance ou malversation. Archie est plus sceptique, mais il fait quelques démarches qui rencontrent un certain succès, quand il est convoqué par l’inspecteur Cramer. Ce dernier lui révèle avoir reçu la commande d’un rapport à l’égard Nero Wolfe qui pourrait amener la révocation de sa licence de détective privé. Cramer livre également à Goodwin quelques renseignements inédits sur Morris Althaus, un journaliste qui préparait un article dévastateur sur le F.B.I., qui a été assassiné dans son appartement. Or, l’enquête sur ce meurtre piétine parce que Richard Wragg, l’agent responsable du bureau new-yorkais de la police fédérale, oppose un net refus à toutes formes de collaboration avec le service des homicides que dirige Cramer. Nero Wolfe comprend qu’il y a dans ce crime une bavure du F.B.I. et qu’une enquête serrée lui donnera les moyens de contrer le pouvoir despotique de l’agence.

## Honneurs
On sonne à la porte occupe la 66e place au classement des cent meilleurs livres policiers de tous les temps établi par en 1995 l'association des Mystery Writers of America.

## Éditions
Édition originale en anglais
- (en) Rex Stout, The Doorbell Rang, New York, Viking Press, 1965

Éditions françaises
- (fr) Rex Stout (auteur) et Madeleine Michel-Tyl (traducteur), On sonne à la porte [«  The Doorbell Rang  »], Paris, Librairie des Champs-Élysées, coll. « Le Masque no 1003 », 1968, 191 p. (BNF 33184003)
- (fr) Rex Stout (auteur) et Madeleine Michel-Tyl (traducteur), On sonne à la porte [«  The Doorbell Rang  »], Paris, Librairie des Champs-Élysées, coll. « Le Club des Masques no 176 », 1973, 249 p.

## Adaptations à la télévision
- 1969 : I pesce più grosso, saison 1, épisode 4 de la série télévisée italienne Nero Wolfe, réalisé par Giuliana Berlinguer, d’après le roman On sonne à la porte, avec Tino Buazzelli dans le rôle de Nero Wolfe, et Paolo Ferrari dans celui d’Archie Goodwin.
- 1979 : Nero Wolfe, téléfilm américain réalisé par Frank D. Gilroy, adaptation du roman On sonne à la porte, avec Thayer David dans le rôle de Nero Wolfe, et Tom Mason dans celui d’Archie Goodwin.
- 1981 : Un mort devant la porte (Death on the Doorstep), saison 1, épisode 2 de la série télévisée américaine L'Homme à l'orchidée, réalisé par George McCowan, d’après le roman On sonne à la porte, avec William Conrad dans le rôle de Nero Wolfe, et Lee Horsley dans celui d’Archie Goodwin.
- 2001 : On a sonné (The Doorbell Rang), saison 1, épisodes 1 et 2 de la série télévisée américaine Les Enquêtes de Nero Wolfe, réalisés par Timothy Hutton, d’après le roman Meurtre au vestiaire, avec Maury Chaykin dans le rôle de Nero Wolfe, et Timothy Hutton dans celui d’Archie Goodwin.

## Sources
- André-François Ruaud. Les Nombreuses Vies de Nero Wolfe - Un privé à New York, Lyon, Les moutons électriques, coll. Bibliothèque rouge, 2008  (ISBN 978-2-915793-51-2)
- J. Kenneth Van Dover. At Wolfe's Door: The Nero Wolfe Novels of Rex Stout, 2e édition, Milford Series, Borgo Press, 2003  (ISBN 0-918736-51-X).